# Carnaval de Québec

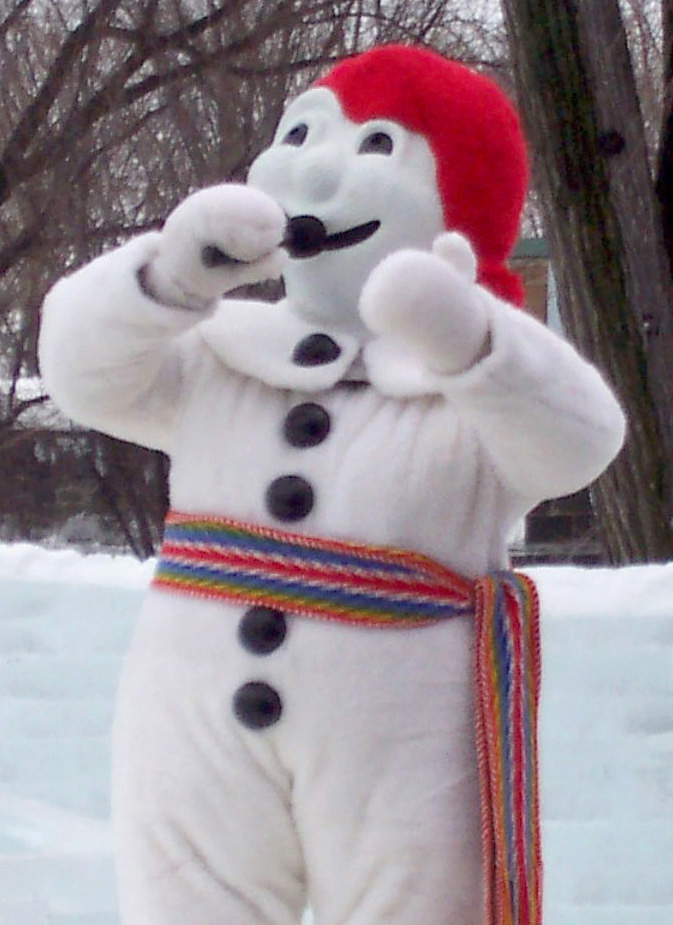
Bonhomme Carnaval är symbol för karnevalen.

Carnaval de Québec, på engelska Quebec Winter Carnival, är ett evenemang som hålls varje vinter, från mitten av januari till mitten av februari, i den kanadensiska staden Québec. Karnevalen har funnits sedan 1894, men fick sin nuvarande form 1954. 2008 års upplaga beräknades ha besökts av 2,5 miljoner människor.